# 冯京

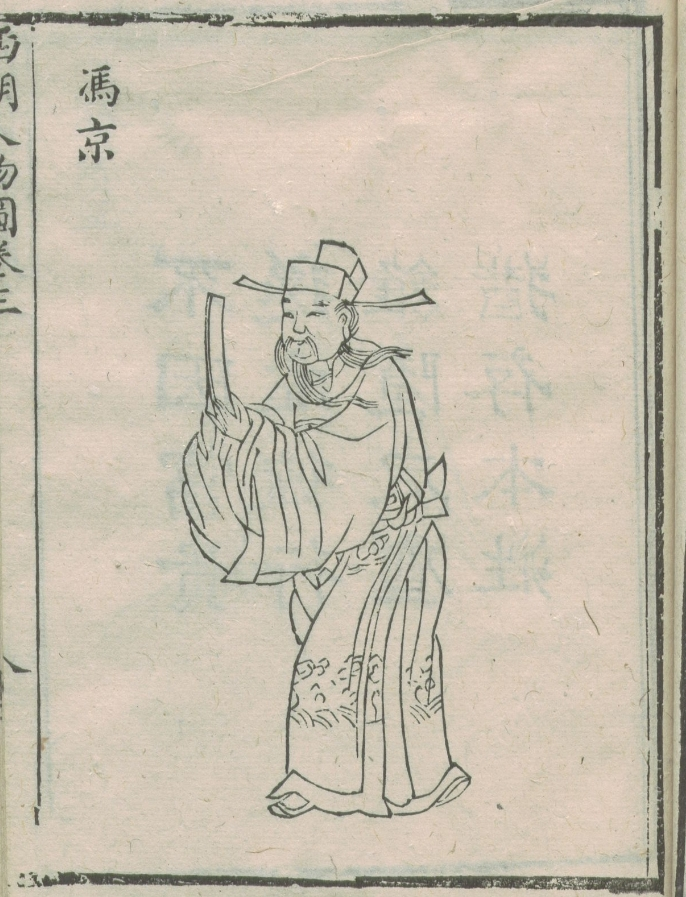
西湖拾遺之馮京像，現藏於大連圖書館

冯京（1021年—1094年4月20日），字当世，宋代咸寧人，生于广西梧州。

## 生平
曾祖冯碧为著作佐郎，祖父冯禹谟为殿中丞，父亲冯式为左侍禁。冯式有四子，冯京排行第三。少時舉家迁居藤州鐔津（今藤縣），年輕時又迁江夏咸宁。仁宗慶曆八年（1048年）在鄂州鄉試中举人第一名，仁宗皇祐元年（1049年），在汴京会试中贡士第一名，接著殿试中進士第一名，即连中三元，人称为“冯三元”。即任荆南（治今湖北江陵）通判。先後娶富弼兩個女兒，成就“三魁天下儒，兩娶相門女”的佳話。
出知扬州及江宁（今江苏南京）、开封、太原三府，授翰林。宋神宗时，任御史中丞、枢密副使、参知政事等职，非议王安石新法，二人時有激辯。王安石說：“馮京，充位耳！”熙宁八年（1075年），因受郑侠案牽連，罢知亳州（今安徽亳县）。不久，以资政殿学士身份出知渭州（今甘肃平凉）。哲宗元祐二年（1087年），拜保宁军节度使，知大名府（河北南部一帶）。元祐五年，加检校司空，改彰德军节度使。七年三月，以宣徽使太子少师致仕南郊，以恩进封公太子太保，九年四月三日（1094年4月20日），早晨起拜佛后，还坐室中而逝，享年七十四。赠司徒，谥文简。死後與三位夫人合葬于河南府密县义台乡南朱村之祖茔（在今河南省密县城东21公里的曲梁乡五虎庙村南约100米处，1981年进行了发掘清理。）。
馮京志操高潔，不懼權貴。但能力较弱，无突出政績。苏轼《何满子·寄益州守冯当世》颂之：“见说岷峨悽怆，旋闻江汉澄清。但觉秋来归梦好，西南自有长城。东府三人最少，西山八国初平。莫负花溪纵赏，何妨药市微行。试问当垆人在否，空教是处闻名。唱着子渊新曲，应须分外含情。”邓绾称：“冯京预政日久，殊无补益”。后以太子少师致仕。著《潜山文集》二十卷，已佚。

## 錯把馮京當馬凉
馮京為“錯把馮京當馬凉”這句慣用語的典故主角，據說某考官在唱名時誤把馮京的名字看成「馬凉」，連呼「馬凉」數次皆無人答應，後來才知道原來是該考官自己出了個洋相，一時傳為笑談，後人屢引此事來形容人昏昧不細察而大擺烏龍的情況。

## 家族

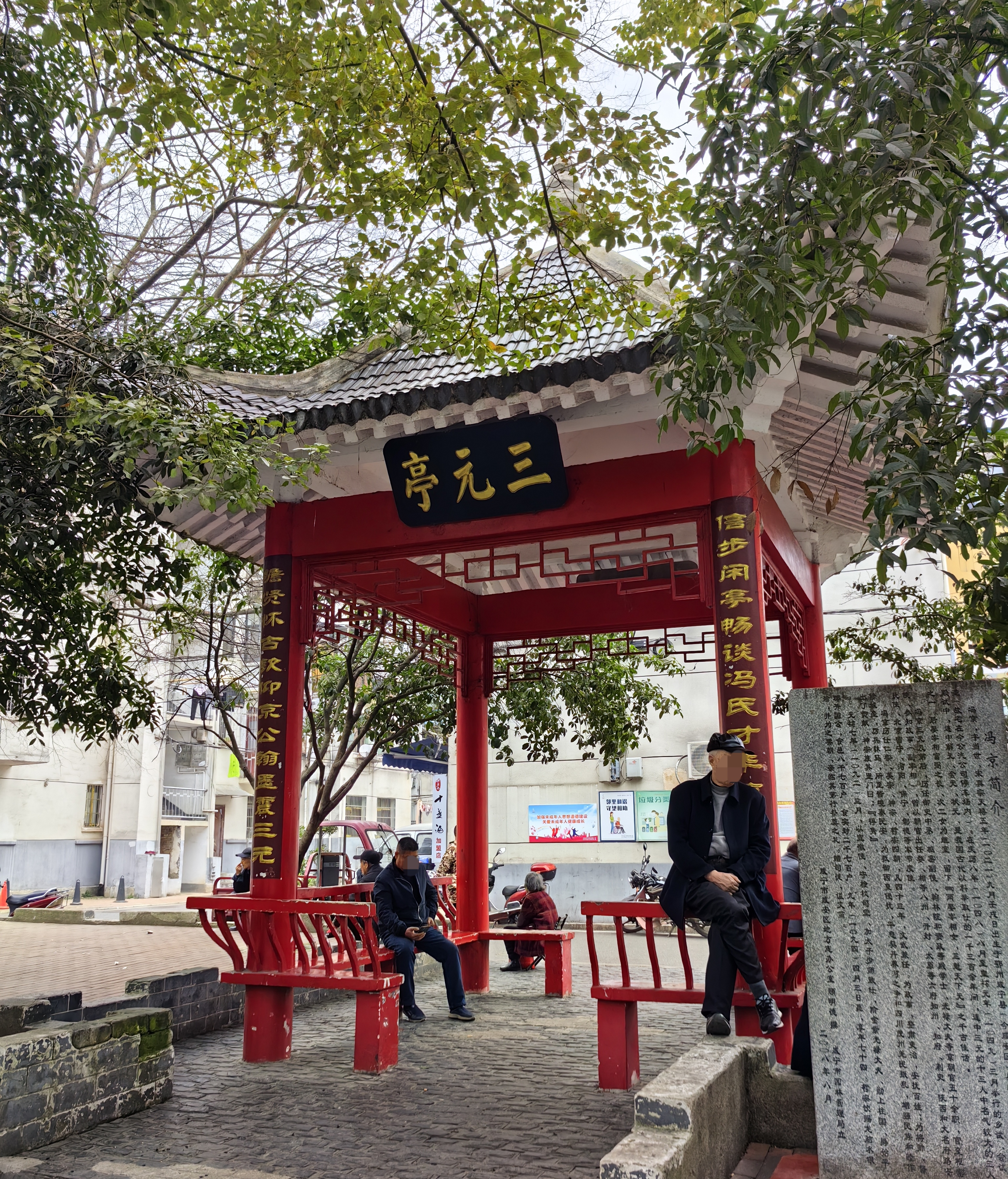
咸宁三元亭，为纪念冯京而建

- 前夫人王氏（王文淑），封文安郡夫人，兵部郎中、三司判官王絲之女。
- 后夫人富氏，封遂宁郡夫人，宰相富弼之女，遂宁卒，再娶其妹安化郡夫人。
- 后夫人富氏，封安化郡夫人，宰相富弼之女。

男五人：
- 冯谌
- 冯诉
- 冯诩
- 四子夭折
- 冯询

女三人：
- 长女适西京左藏库副使赵□恭
- 次女夭折
- 三女适瀛州防御推官蔡渭

## 延伸阅读
[在维基数据编辑]
 《宋史·卷317》，出自脱脱《宋史》